# Senometopia pollinosa
Senometopia pollinosa là một loài ruồi trong họ Tachinidae.